# Mannar Island
Mannar Island är en ö i Sri Lanka.   Den ligger i provinsen Nordprovinsen, i den nordvästra delen av landet, 240 km norr om huvudstaden Colombo. Arean är 50 kvadratkilometer.